# Volkswagen Tiguan
Le Volkswagen Tiguan est une voiture de la catégorie des SUV compacts produite par le constructeur automobile allemand Volkswagen depuis 2007. La commercialisation de la première génération du Tiguan démarre à l'automne 2007 et la seconde génération est lancée en avril 2016. Cette voiture a remporté le volant d'or (« Das Goldene Lenkrad » en allemand) dans la catégorie des SUV
En janvier 2018, Volkswagen annonce avoir franchi le cap de cinq millions de Tiguan produites depuis 2007 puis 7,5 millions en septembre 2023.

## Patronyme
Pour choisir le nom du nouveau SUV de Volkswagen, les lecteurs d'un magazine spécialisé automobile allemand ont le choix entre Namib, Rockton, Samun, Nanuk et Tiguan. Finalement, c'est le nom Tiguan, une combinaison des mots Tiger et Leguan (tigre et iguane en allemand), qui est choisi.

## Première génération (2007-2016)

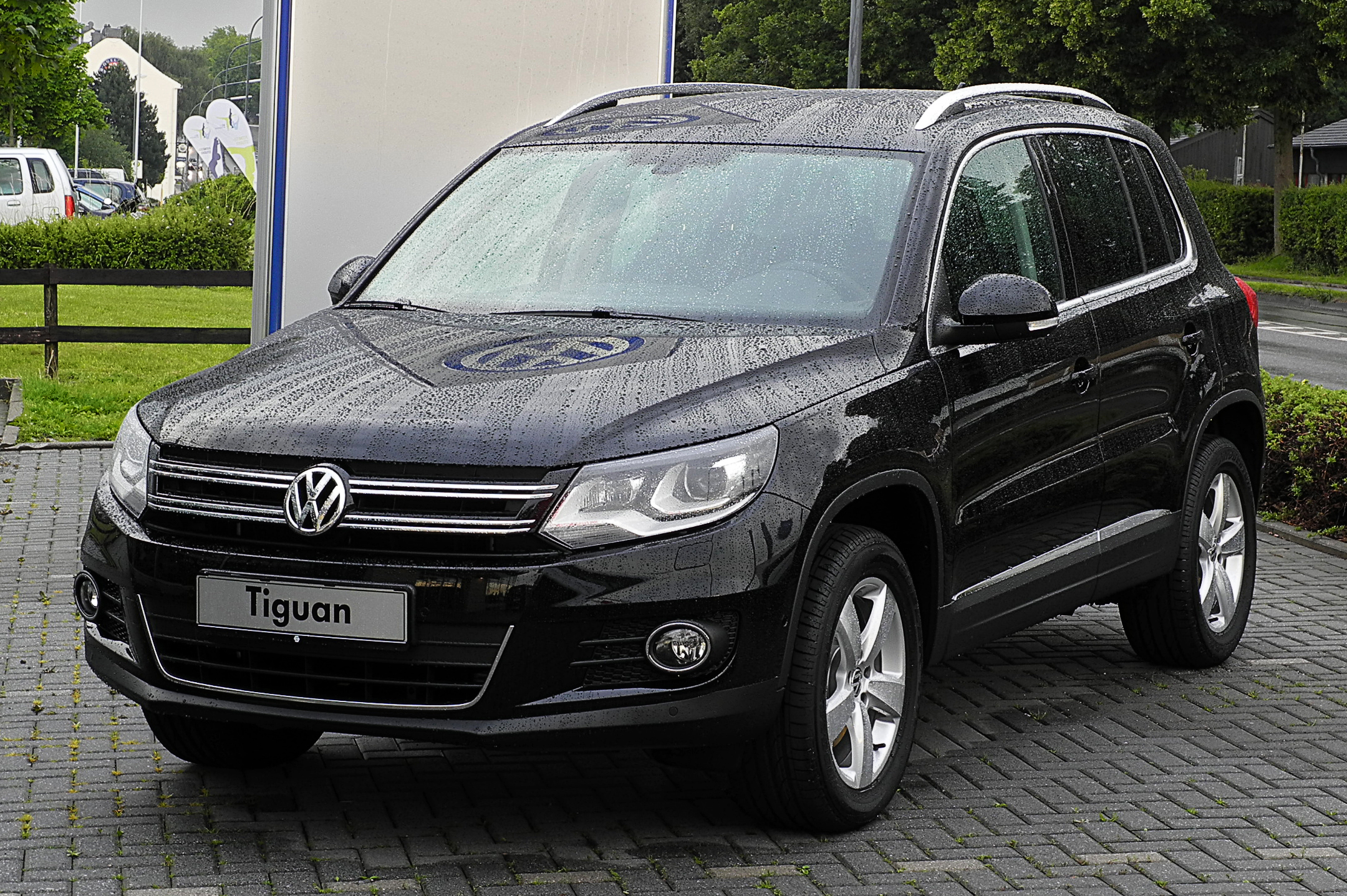
Volkswagen Tiguan Phase II

La Volkswagen Tiguan I est d'abord présentée début 2006, 4 ans après le Touareg, sous la forme d'un concept-car : Volkswagen Concept A. Son prix de vente varie de 25 500 euros à 57 000 euros, mais augmente en choisissant des options. La Tiguan bénéficie de nouveaux équipements technologiques tels que le Park Assist qui permet de laisser à l'ordinateur le soin de garer le véhicule tout seul.
Le Volkswagen Tiguan est un SUV des villes mais n'oublie pas les chemins de traverses. Selon la critique automobile, le Volkswagen Tiguan sait être plus débrouillarde qu'il n'y paraît de premier abord. Elle bénéficie même d'une version spécialement étudiée, appelée « Track & Field » avec un angle d'attaque de 28°. La Volkswagen Tiguan a les avantages du Touareg, le grand SUV de Volkswagen : qualité de conduite, niveau de confort dans l'habitacle, à l'aise en ville ainsi qu'en pleine nature. En mars 2011, elle reçoit un léger restylage concernant la face avant reprenant les nouveaux codes stylistiques de la marque : nouvelle calandre rectangulaire à barres horizontales, phares à LED, feux arrière redessinés.
Aux États-Unis, cette première génération de Tiguan est vendue jusqu'en février 2019, sous le nom de Tiguan Limited, et reprend les anciennes motorisations.

### Motorisations
Le Volkswagen Tiguan inaugure les nouveaux moteurs diesels à rampe commune, ou Common Rail en anglais, en délaissant les injecteurs-pompes dont Volkswagen ne pouvait plus soutenir seul le développement, trop coûteux et complexe. Tous sont équipés de filtre à particules.
| Moteur  | Type                             | Suralimentation             | Cylindrée | Puissance (à tr/min)                 | Couple (à tr/min)                              | Boîte de vitesses          | Vitesse maxi.              | CV     | Malus écologique    |
| ------- | -------------------------------- | --------------------------- | --------- | ------------------------------------ | ---------------------------------------------- | -------------------------- | -------------------------- | ------ | ------------------- |
| Essence |                                  |                             |           |                                      |                                                |                            |                            |        |                     |
| 1.4 TSI | 4 cylindres en ligne 16 soupapes | 1 turbo + intercooler       | 1 390 cm3 | 125/150 ch à 5 800                   | 240 N m à 1 750                                | Manuelle 6 vitesses (DSG6) | 202 km/h                   | 9      | + 750 €             |
| 2.0 TSI | 4 cylindres en ligne 16 soupapes | 1 turbo + intercooler       | 1 984 cm3 | 210 ch à 6 000                       | 280 N m à 1 700                                | Manuelle 6 vitesses        | 226 km/h                   | 13     | + 1 600 €           |
| Diesel  |                                  |                             |           |                                      |                                                |                            |                            |        |                     |
| 2.0 TDI | 4 cylindres en ligne 16 soupapes | 1 turbo + intercooler + FAP | 1 968 cm3 | 110 ch à 4 000 140 ch à 4 200 184 ch | 320 N m à 1750 350 N m à 1 750 260 N m à 1 750 | Manuelle 6 vitesses        | 181 km/h 199 km/h 219 km/h | 9 10 7 | + 750 € + 750 € 0 € |

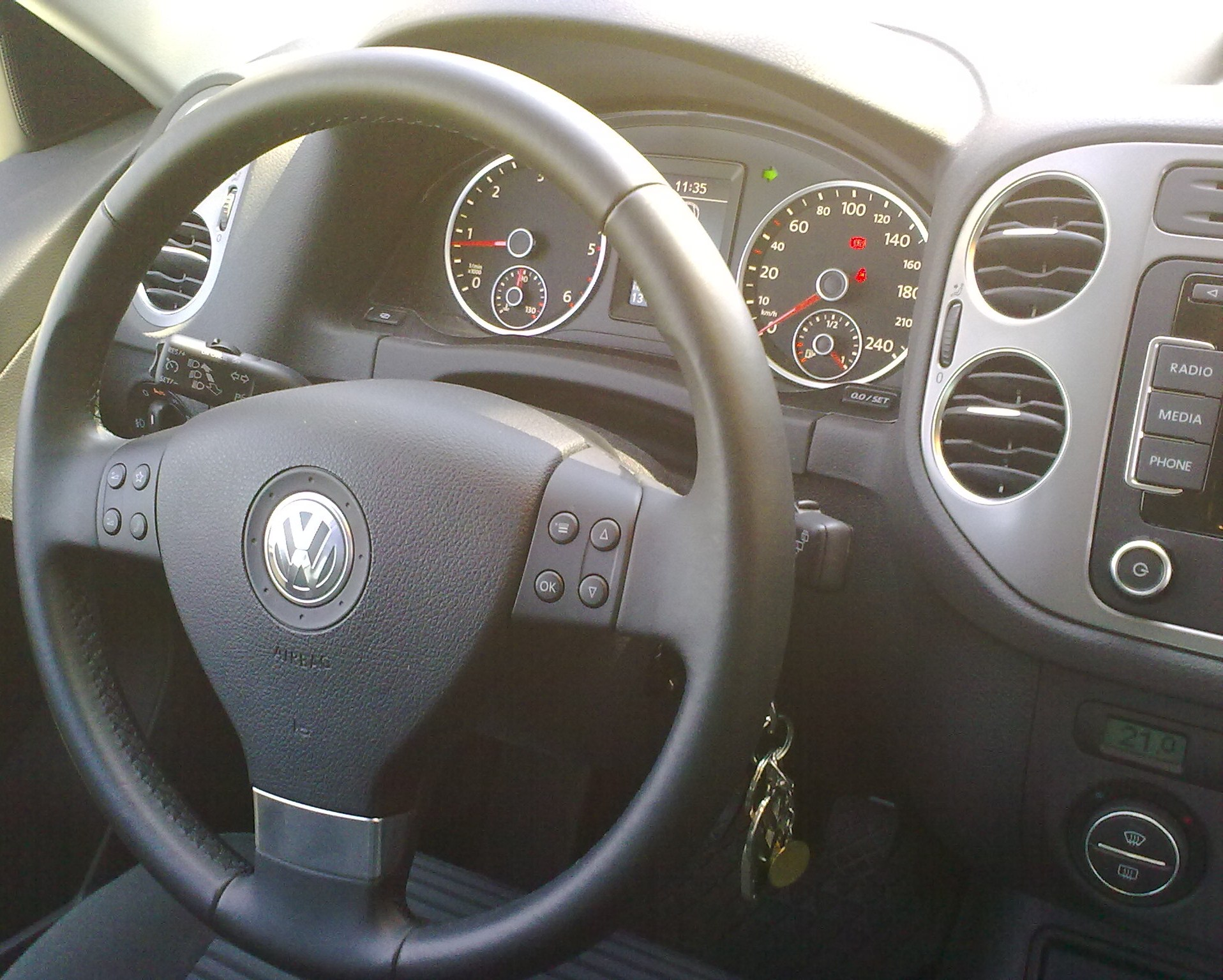
Volant et tableau de bord.
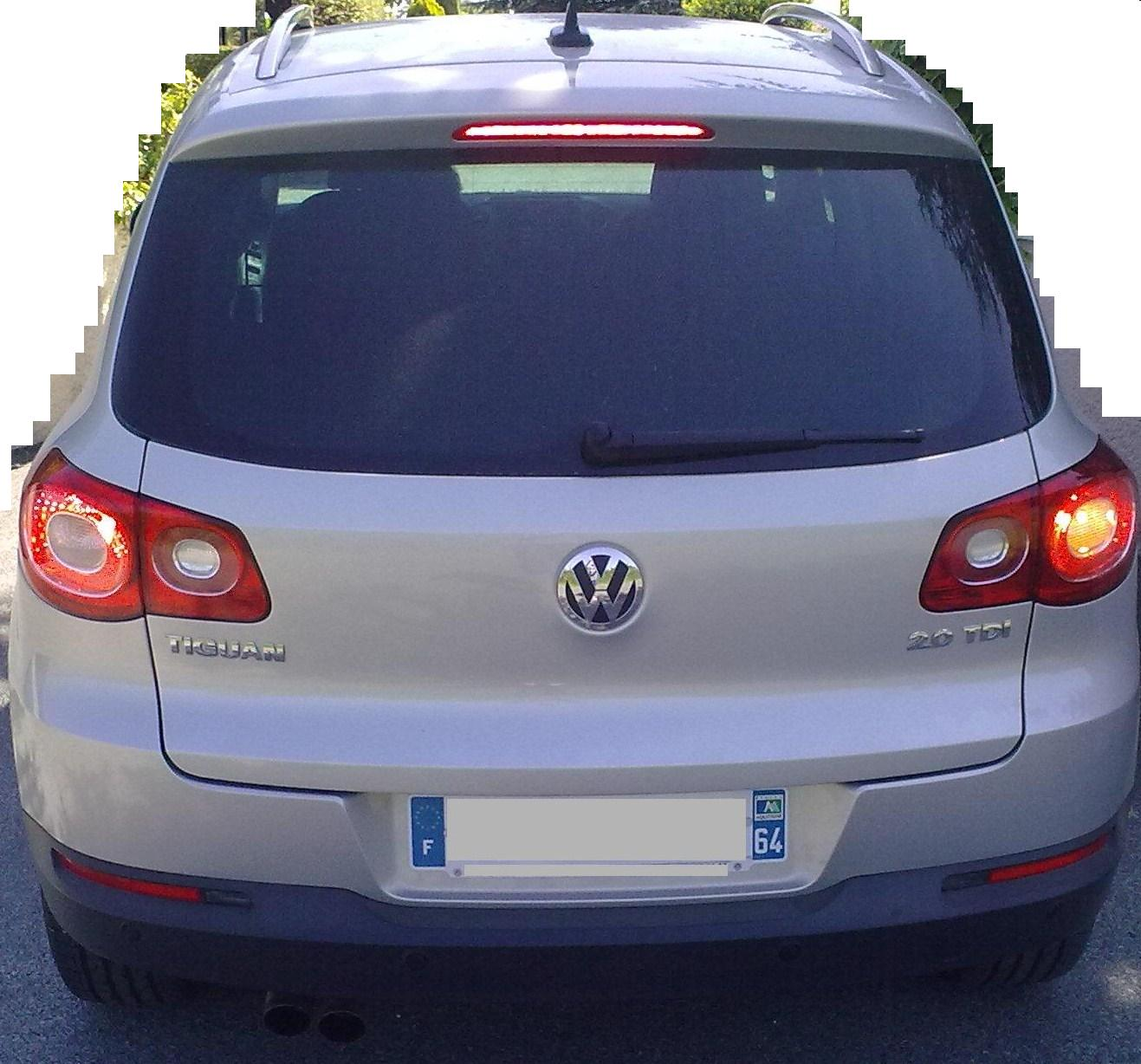
Vue de l'arrière.
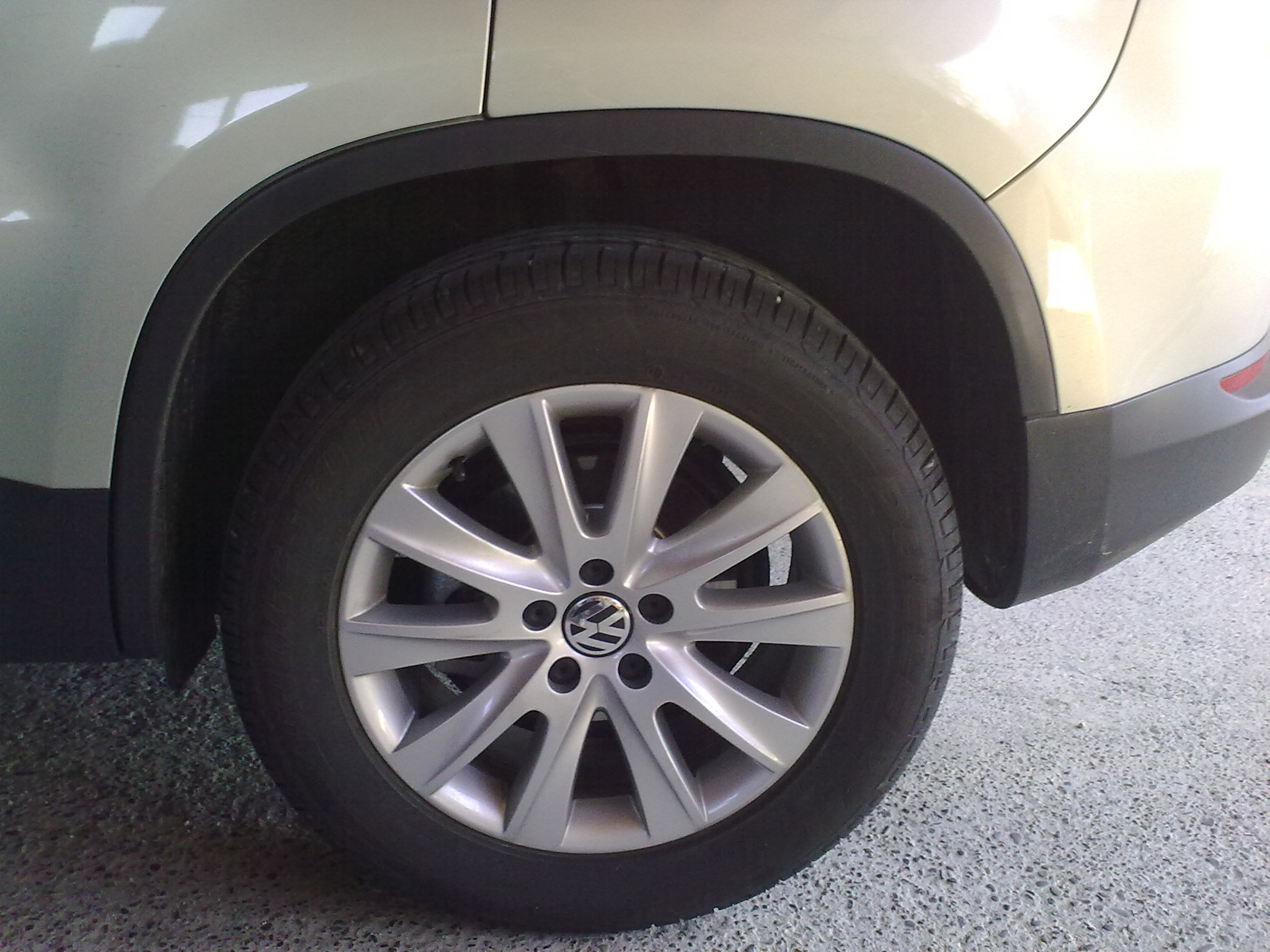
Roue arrière jante alu.
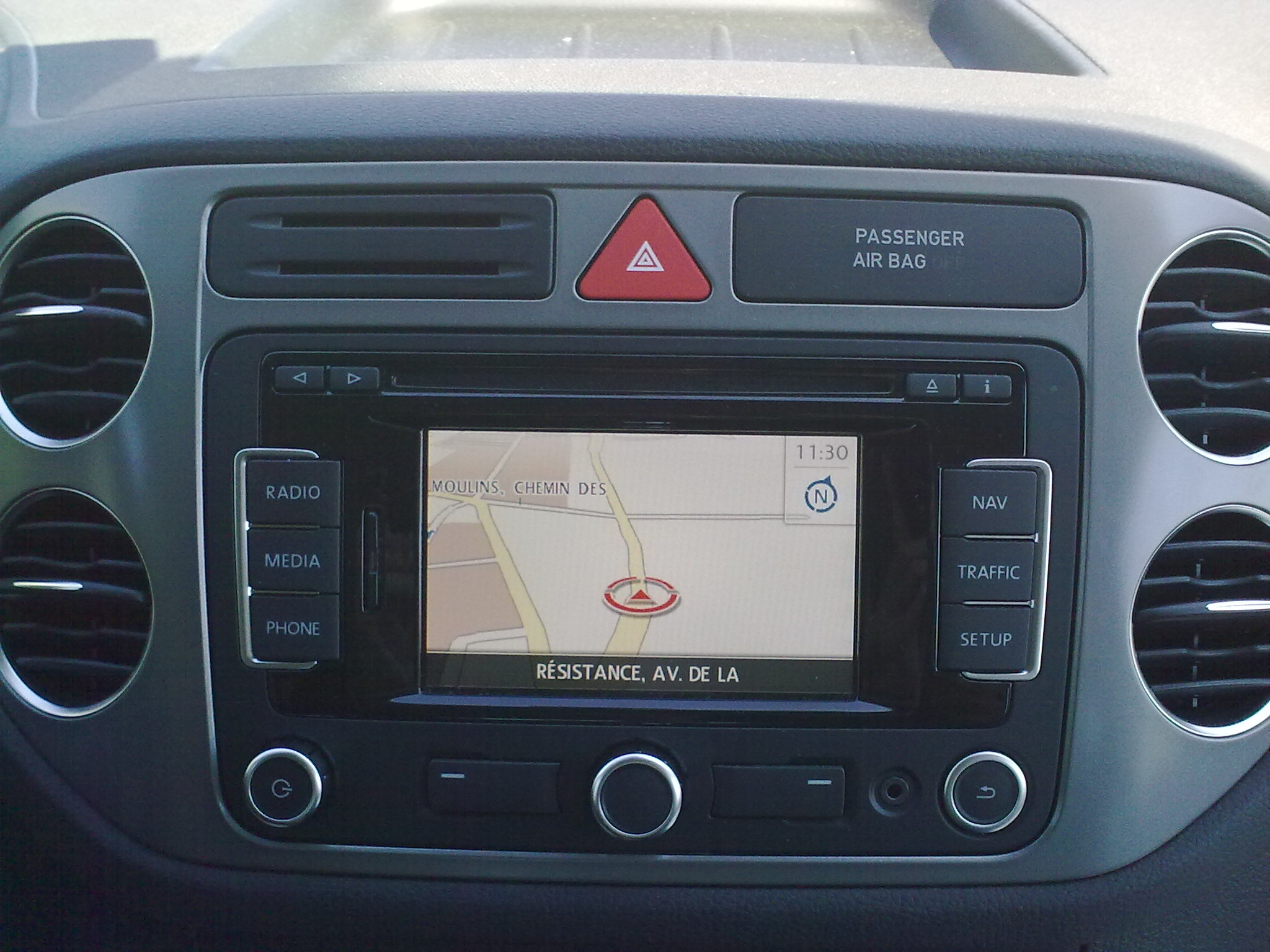
Le GPS placé au centre du tableau de bord.

## Seconde génération (AD/BW; 2016-2023)
Le Tiguan II est présentée au salon de Francfort 2015 et sort le 16 avril 2016. Il repose sur la plate-forme modulaire MQB étrennée par la Golf VII. Plus léger et plus agile que l'ancien, le Tiguan II est décliné en version hybride plug-in, laquelle est nommée Tiguan GTE.
La nouvelle gamme Tiguan se compose de la version classique à 5 places et d'une variante à 7 places nommée Allspace (XL en Amérique et Tiguan L en Chine). Cette dernière a été dévoilée en mars 2017, offrant un empattement plus long de 109 mm et une carrosserie plus longue de 215 mm.
Le Tiguan est produit à Wolfsburg, en Allemagne. Le Tiguan Allspace est produit dans l'usine Volkswagen mexicaine de Puebla. Les deux versions 5 et 7 places ont deux empattements différents en Europe. La version à empattement long est également vendue aux États-Unis et en Chine.
Elle a été initialement révélée dans sa version à empattement court, qui est 50 kg plus léger que le Tiguan précédent, tout en étant également 60 mm plus long, 30 mm plus large et son empattement est allongé de 77 mm. En conséquence, VW a affirmé que l'espace intérieur a été amélioré, les passagers arrière ayant 29 mm d'espace supplémentaire pour les genoux. De plus, la banquette arrière est divisée de manière asymétrique et peut être réglée jusqu'à 180 mm dans le sens longitudinal.

### Phase 2
La version restylée du Tiguan II devait être présentée à l'occasion du salon international de l'automobile de Genève 2020 mais celui-ci a été annulé à cause de l'épidémie de coronavirus COVID-19. Ainsi, elle est dévoilée le 1er juillet 2020 et les commandes sont ouvertes dans la foulée. Une version hybride rechargeable Tiguan eHybrid de 245 ch rejoint la gamme en novembre 2020.
Esthétiquement, la face avant de ce SUV est revue, avec des boucliers similaires à la Golf VIII, un nouveau capot et des phares aux dessins modernisés. La calandre prend un peu plus de place et l'éclairage matriciel est désormais disponible.
A l'arrière, le dessin des feux à LED est revu et un nouveau diffuseur.

À l'intérieur la console centrale se renouvelle et intègre un nouvel écran tactile avec le dernier logiciel MIB3 de VW. Le bloc de climatisation évolue également. L'équipement technologique est légèrement enrichi. Un nouveau volant multifonction « numérique » est proposé. Il est également équipé pour la première fois de la fonction IQ Drive de Volkswagen, qui peut prendre en charge la direction, le freinage et l'accélération du véhicule.

Volkswagen Tiguan II phase 2
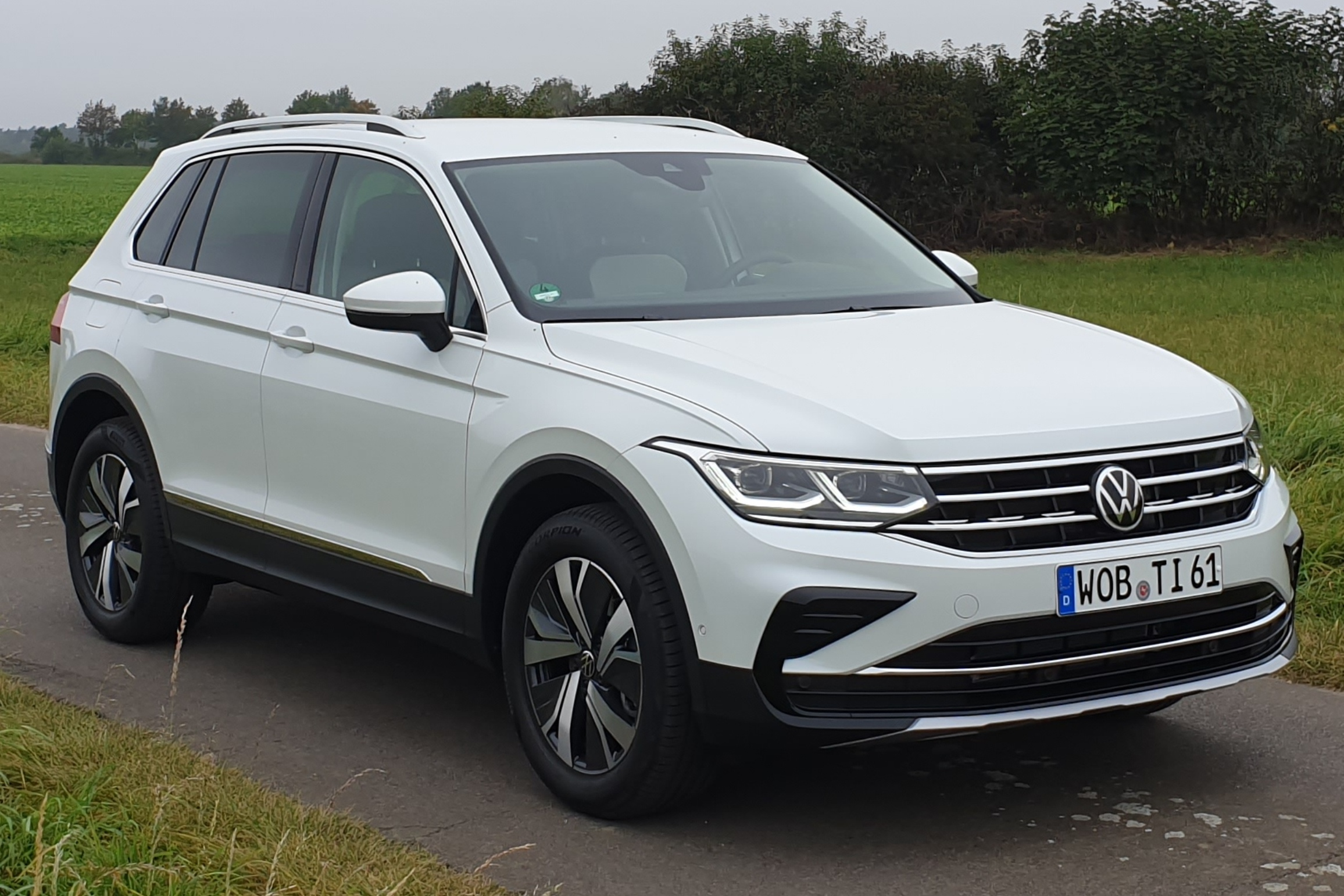
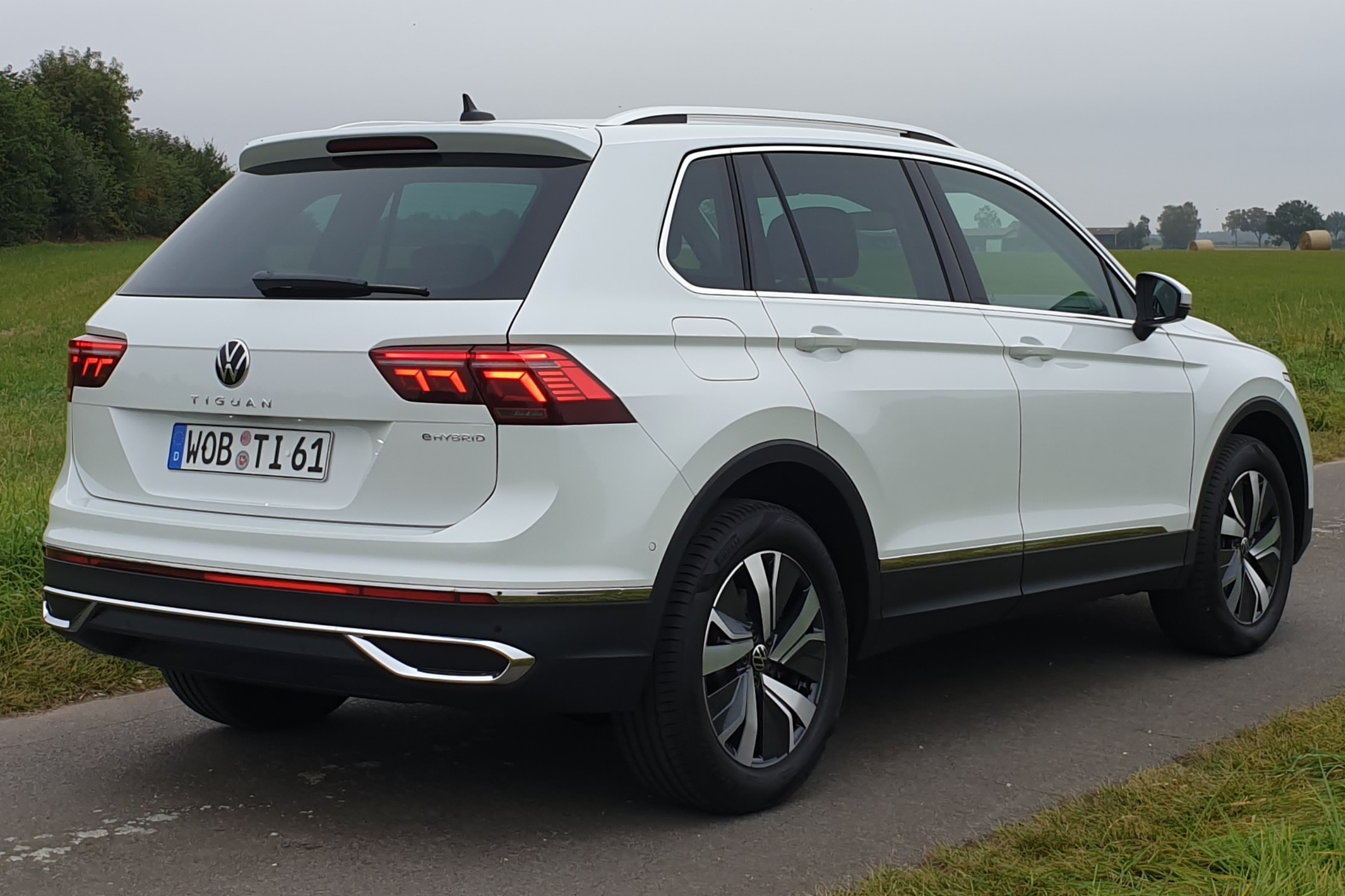
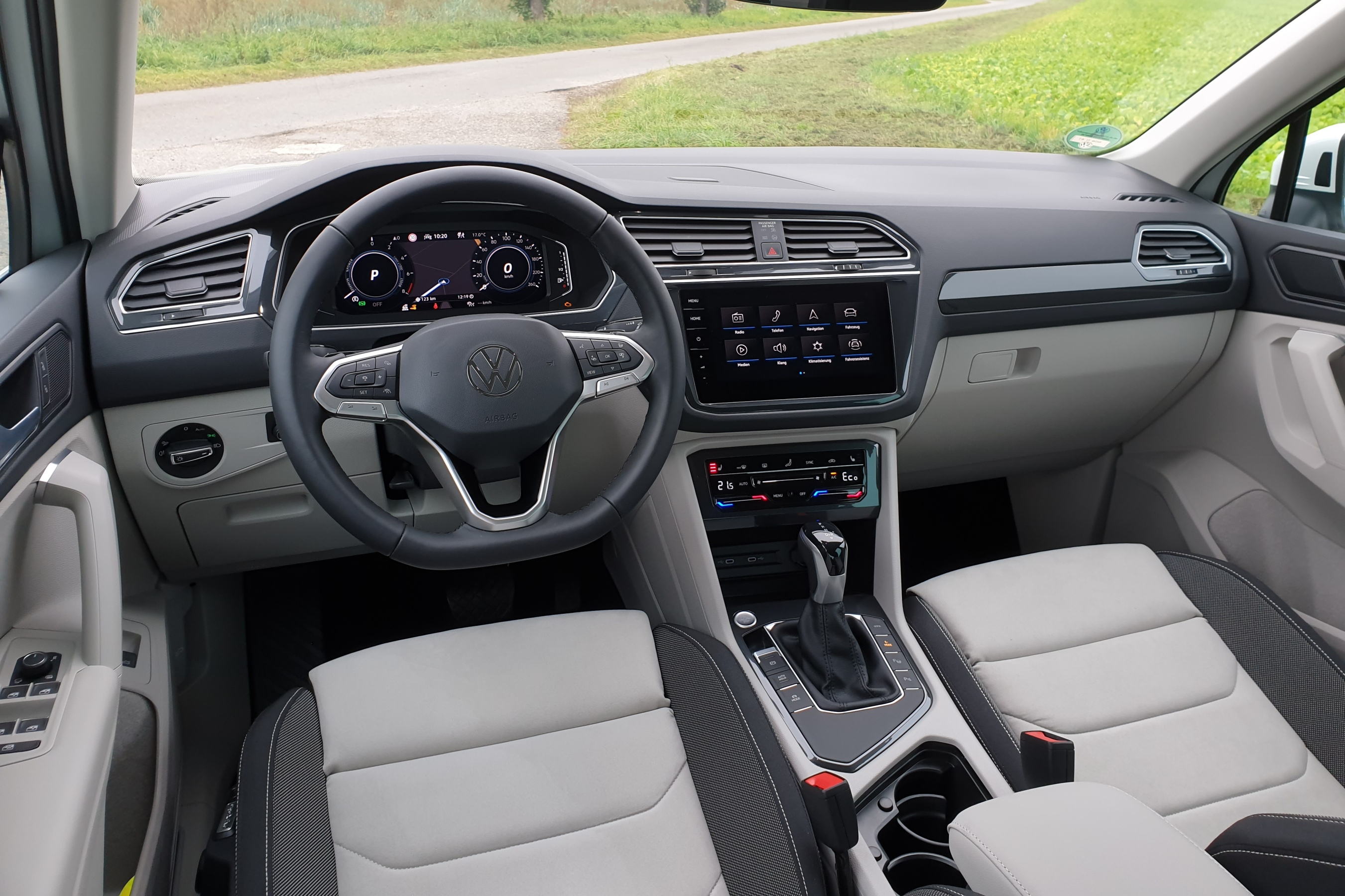

### Motorisations

#### Europe
| Moteur                         | Série     | Cylindrée    | Puissance | Couple | Transmission                          | Années    | Années          |
| Moteur                         | Série     | Cylindrée    | Puissance | Couple | Transmission                          | Tiguan    | Tiguan Allspace |
| ------------------------------ | --------- | ------------ | --------- | ------ | ------------------------------------- | --------- | --------------- |
| Petrol engines                 |           |              |           |        |                                       |           |                 |
| 1.4 TSI 125                    | EA211     | 1,395 cm3 I4 | 125 cv    | 200 Nm | 6 rapports manuelle                   | 2016–2018 | -               |
| 1.4 TSI 150                    | EA211     | 1,395 cm3 I4 | 150 cv    | 250 Nm | 6 rapports manuelle ou 6 rapports DSG | 2016–2018 | 2017–2018       |
| 1.5 TSI 130                    | EA211 evo | 1,498 cm3 I4 | 130 cv    | 220 Nm | 6 rapports manuelle                   | 2019–2024 | -               |
| 1.5 TSI 150                    | EA211 evo | 1,498 cm3 I4 | 150 cv    | 250 Nm | 6 rapports manuelle ou 7 rapports DSG | 2018–2024 | 2018–2024       |
| 2.0 TSI 180 4Motion            | EA888     | 1,984 cm3 I4 | 180 cv    | 320 Nm | 7 rapports DSG                        | 2016–2018 | 2018–2024       |
| 2.0 TSI 190 4Motion            | EA888     | 1,984 cm3 I4 | 190 cv    | 320 Nm | 7 rapports DSG                        | 2019–2020 | -               |
| 2.0 TSI 220 4Motion            | EA888     | 1,984 cm3 I4 | 220 cv    | 350 Nm | 7 rapports DSG                        | 2016–2018 | 2018–2020       |
| 2.0 TSI 230 4Motion            | EA888     | 1,984 cm3 I4 | 230 cv    | 350 Nm | 7 rapports DSG                        | 2019–2020 | -               |
| 2.0 TSI 245 4Motion            | EA888     | 1,984 cm3 I4 | 245 cv    | 370 Nm | 7 rapports DSG                        | 2020–2024 | 2020–2024       |
| 2.0 TSI 320 4Motion (Tiguan R) | EA888     | 1,984 cm3 I4 | 320 cv    | 420 Nm | 7 rapports DSG                        | 2020–2024 | -               |
| Diesel engines                 |           |              |           |        |                                       |           |                 |
| 1.6 TDI 115                    | EA288     | 1,598 cm3 I4 | 115 cv    | 320 Nm | 6 rapports manuelle                   | 2016–2020 | -               |
| 2.0 TDI 150                    | EA288     | 1,968 cm3 I4 | 150 cv    | 340 Nm | 6 rapports manuelle ou 7 rapports DSG | 2016–2024 | 2017–2024       |
| 2.0 TDI 150 4Motion            | EA288     | 1,968 cm3 I4 | 150 cv    | 340 Nm | 6 rapports manuelle ou 7 rapports DSG | 2016–2024 | 2017–2024       |
| 2.0 TDI 190 4Motion            | EA288     | 1,968 cm3 I4 | 190 cv    | 400 Nm | 7 rapports DSG                        | 2016–2020 | 2017–2022       |
| 2.0 TDI 200 4Motion            | EA288     | 1,968 cm3 I4 | 200 cv    | 400 Nm | 7 rapports DSG                        | 2021-2024 | 2021-2024       |
| 2.0 TDI 240 4Motion            | EA288     | 1,968 cm3 I4 | 240 cv    | 500 Nm | 7 rapports DSG                        | 2016–2020 | 2017–2022       |

Amérique du Nord
| Petrol engine   | Petrol engine | Petrol engine | Petrol engine | Petrol engine | Petrol engine          |
| Moteur          | Cylindrée     | Série         | Puissance     | Couple        | Transmission           |
| --------------- | ------------- | ------------- | ------------- | ------------- | ---------------------- |
| 2.0 TSI         | 1,984 cm3 I4  | EA888         | 184 cv        | 300 Nm        | 8 rapports automatique |
| 2.0 TSI 4Motion | 1,984 cm3 I4  | EA888         | 184 cv        | 300 Nm        | 8 rapports automatique |

China
| Moteur                       | Cylindrée    | Série | Puissance                                                                        | Couple                                                                             | Transmission                     |
| ---------------------------- | ------------ | ----- | -------------------------------------------------------------------------------- | ---------------------------------------------------------------------------------- | -------------------------------- |
| Petrol engines               |              |       |                                                                                  |                                                                                    |                                  |
| 1.4 '280 TSI'                | 1,395 cm3 I4 | EA211 | 150 cv                                                                           | 250 Nm                                                                             | 6 rapports DSG ou 7 rapports DSG |
| 2.0 '330 TSI'                | 1,984 cm3 I4 | EA888 | 187 cv                                                                           | 320 Nm                                                                             | 7 rapports DSG                   |
| 2.0 '380 TSI' 4Motion        | 1,984 cm3 I4 | EA888 | 220 cv                                                                           | 350 Nm                                                                             | 7 rapports DSG                   |
| Plug-in hybrid petrol engine |              |       |                                                                                  |                                                                                    |                                  |
| 1.4 PHEV                     | 1,395 cm3 I4 | EA211 | 150 cv (moteur essence) 75 - 115 cv (moteur électrique 211 cv (puissance cumulé) | 250 Nm (Moteur essence) 170 - 330 Nm (Moteur électrique) 400 Nm (Puissance cumulé) | 7 rapports DSG                   |

### Finitions
Le Tiguan laisse le choix, lors de sa commercialisation, entre cinq coloris : Pure White, Deep Black, Tungsten Silver, Atlantic Blue et Ruby Red.
- Trendline
- Confortline
- Carat (Highline)
- Carat Exclusive
- R-Line
- Black R-Line
- R-Line Exclusive
- R

Au Salon international de l'automobile de Moscou 2018 , Volkswagen a dévoilé le Tiguan Offroad pour le marché européen. Il présente un design extérieur tout-terrain caractéristique, par rapport au Tiguan normal, notamment des conceptions de pare-chocs différentes avec des plaques de protection, des bandes de garniture de fenêtre chromées noires, des rails de toit noirs et des coques de rétroviseurs latéraux, et un badge spécial « OFFROAD » situé sur le montant B. Pour l'intérieur, il dispose de sièges avant confortables avec le compartiment de rangement central recouvert de cuir tissu, d'une garniture de pavillon noire, d'un volant multifonction, d'un pommeau de levier de vitesses recouvert de cuir, de garnitures en aluminium, de pédales en acier inoxydable et de tapis de sol en caoutchouc. Il était disponible en six couleurs différentes, avec un look combiné bicolore avec un toit noir dans le cadre du pack Offroad Plus en option et des jantes alliage « Sebring » de 18 pouces de série avec trois options de jantes alternatives disponibles. Le Tiguan Offroad était proposé dans une gamme variée de moteurs diesel et essence, il est couplé à une transmission DSG à 7 vitesses de série, ainsi qu'à une transmission intégrale 4Motion avec système Active Control, qui peut être commuté entre trois modes de conduite : Onroad, Offroad et Snow.

Volkswagen Tiguan II phase 1 R-Line
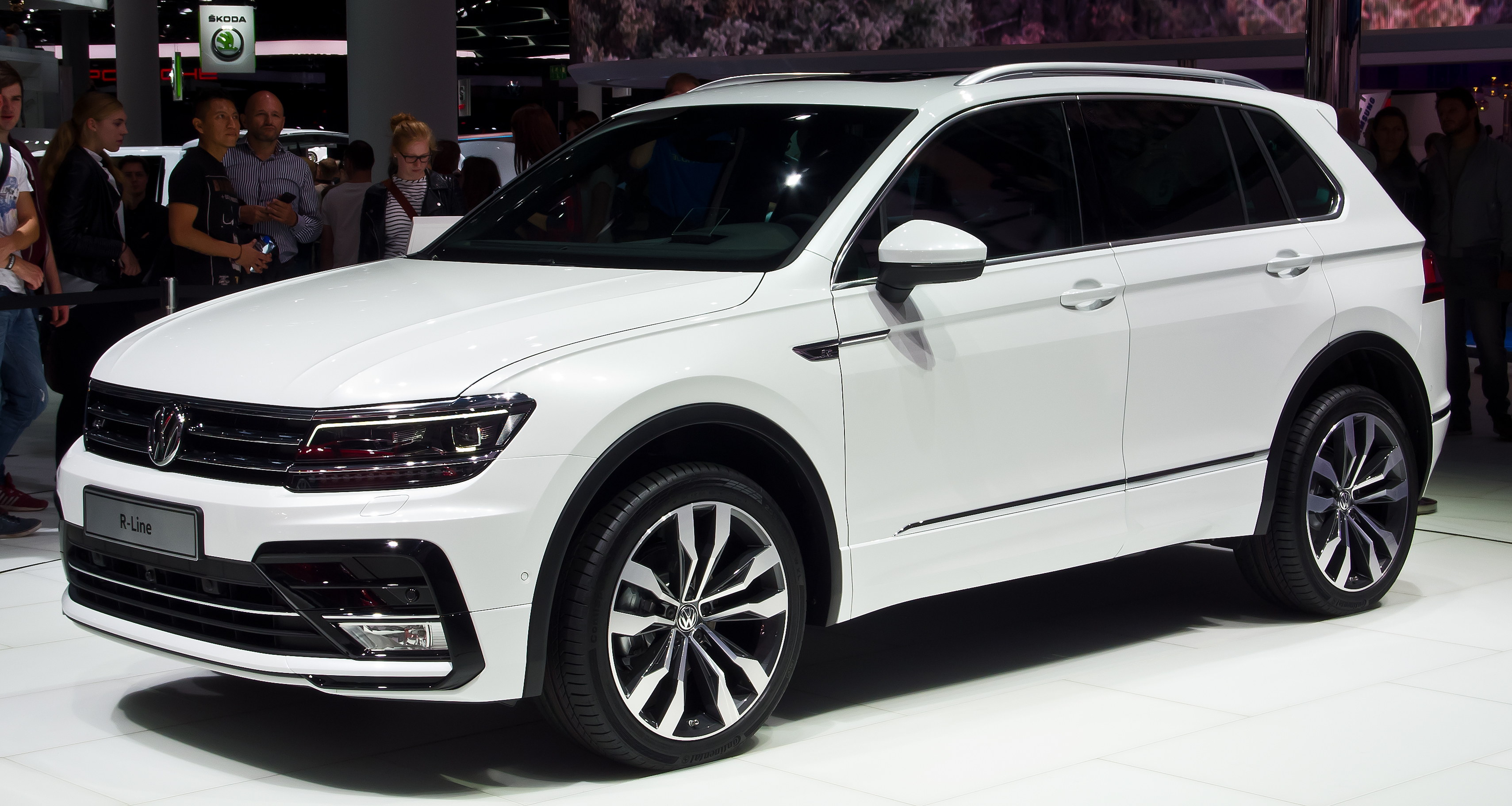
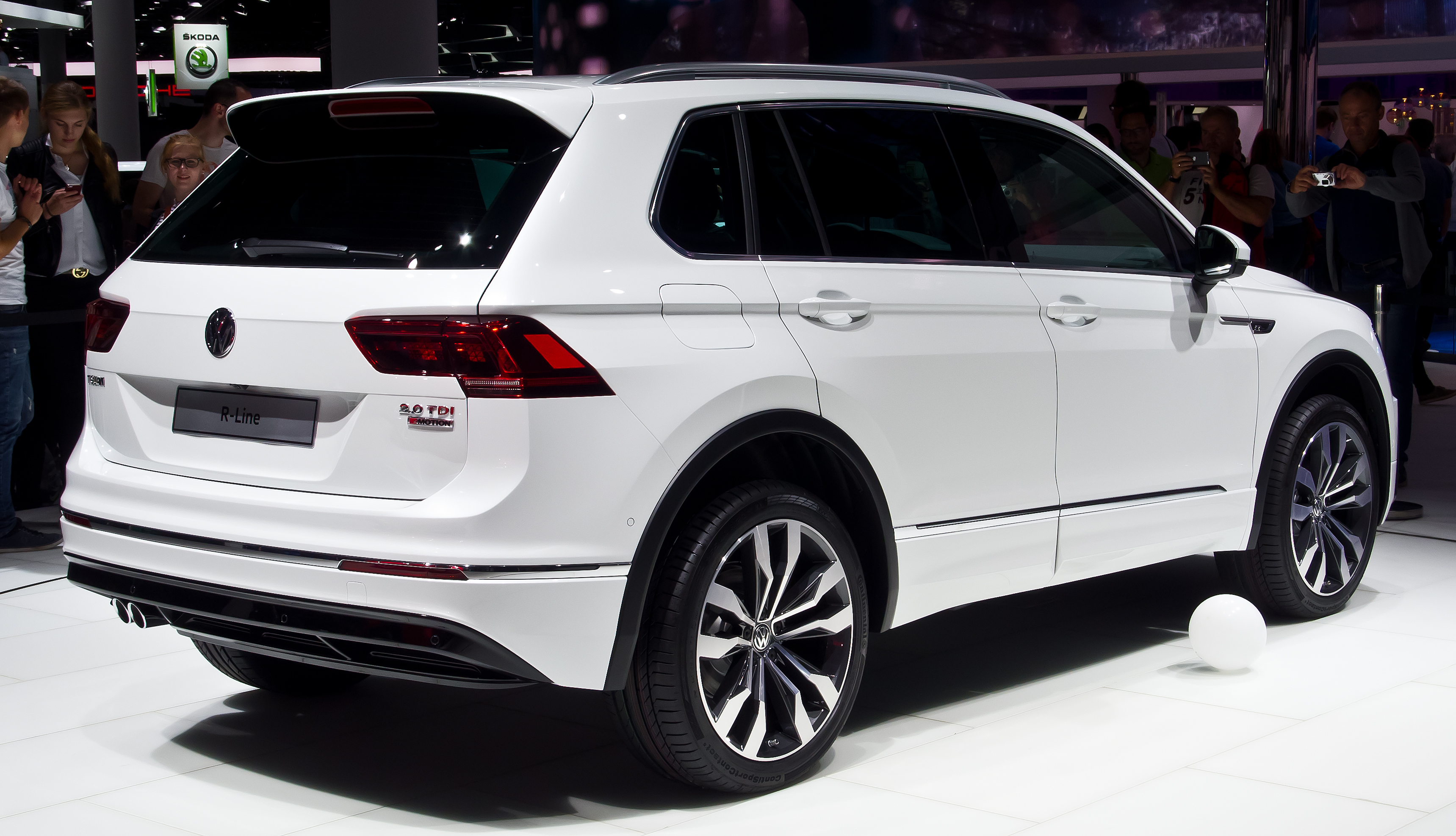

#### Séries spéciales
- Sound
- Connect
- IQ Drive
- Platinium
- Match[13]

En Australie, Volkswagen Australia a lancé deux modèles en édition limitée pour le Tiguan exclusivement pour le marché australien à chacune des dates respectives, le premier étant l'édition Wolfsburg, disponible sur le modèle court en novembre 2018, avec une édition limitée à 500 unités. Le second étant la R-Line, également disponible sur le modèle court en avril 2019, avec seulement 1000 unités vendues.

Au Mexique, un modèle spécial en édition limitée exclusive pour le Tiguan aux spécifications mexicaines a été lancé le 15 octobre 2019. Il est basé sur le modèle Comfortline.

### Tiguan Allspace
La Tiguan Allspace est la version 7 places du Tiguan, rallongée de 22 cm. Elle est présentée le 3 octobre 2017 et commercialisée en fin d'année. Le Tiguan Allspace sera remplacé par le Tayron II, sauf en Chine où le Tiguan III est proposé dans une seule version L appelée Tiguan L Pro.

#### Phase 2
La Volkswagen Tiguan Allspace restylée est présentée le 12 mai 2021.

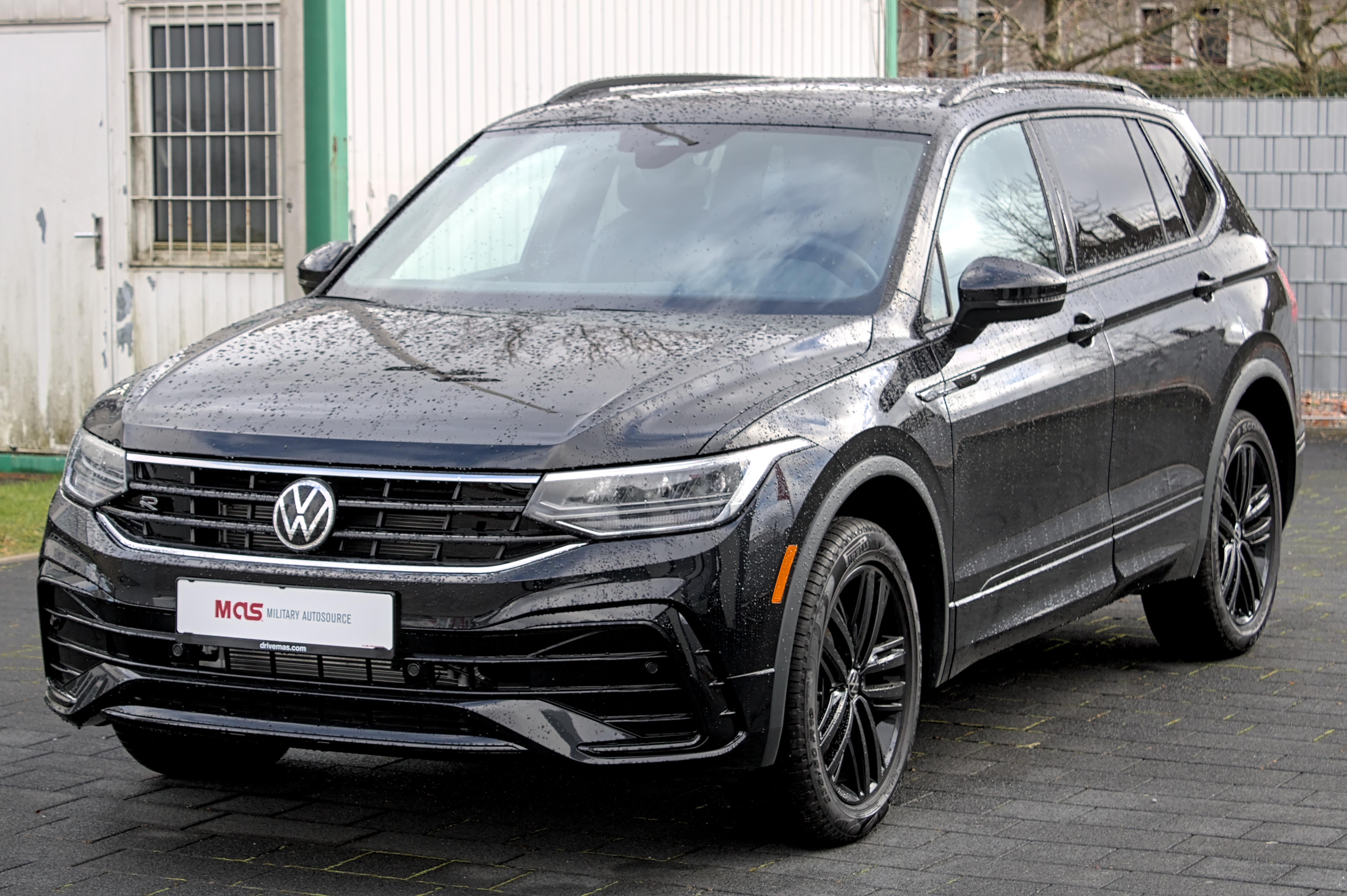
Volkswagen Tiguan Allspace (Phase 2)

### Tiguan R

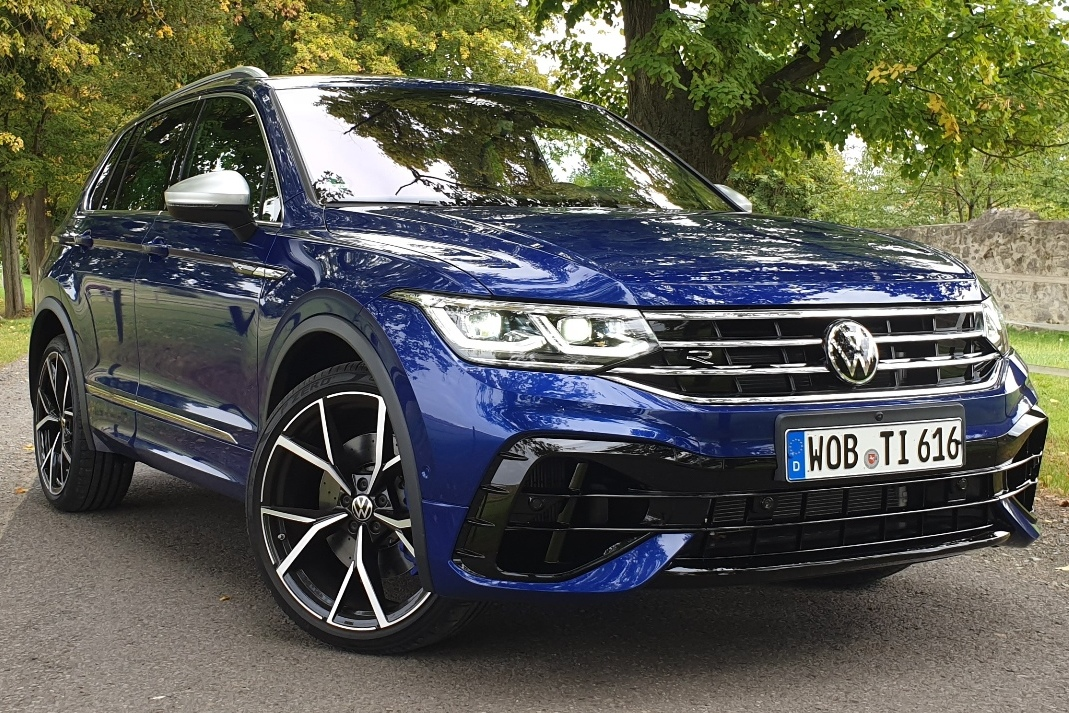
Volkswagen Tiguan R.

Pour la première fois, une version sportive R est lancée en 2021. Le Tiguan R est motorisé par un 4-cylindres 2.0 de 320 ch partagé avec l' Arteon R et la Golf VIII R; il possède une ligne d'échappement Akrapovic. Le moteur est couplé à un système de transmission intégrale qui a la capacité de répartir le couple entre les essieux et entre les roues arrière. Les autres améliorations de performance du Tiguan R comprennent une suspension abaissée, des roues de 21 pouces, des freins améliorés. Un sélecteur de mode de conduite est inclus avec un réglage « Race » qui peut être activé par un bouton dédié sur le volant. Grâce à cette motorisation, le SUV sportif réalise le 0 à 100 km/h en 4,8 s[réf. nécessaire].

### Tiguan X
Une version SUV coupé du Tiguan a été dévoilée en Chine sous le nom de Tiguan X en septembre 2020. Le style est basé sur le Tiguan restylé et le châssis est basé sur la version à empattement long du Tiguan, ce qui signifie qu'il conserve son empattement de 2 791 mm. La variante est proposée avec un moteur essence TSI de 2,0 litres développant 190 cv et 320 Nm ou le moteur haut de gamme de 220 cv et 380 Nm, tous deux associés à une transmission DSG à 7 vitesses.

### Marchés
Amérique du Nord
Le Tiguan de deuxième génération a été dévoilé pour le marché nord-américain au Salon international de l'auto d'Amérique du Nord 2017, avec des ventes commençant à l'été 2017 pour l'année modèle 2018. Il est uniquement disponible avec une carrosserie à empattement long. Lors de son lancement aux États-Unis, il était proposé en quatre niveaux de finition : S, SE, SEL et SEL Premium et 3 au Canada : Trendline, Comfortline et Highline. Le pack R-Line est ensuite devenu disponible pour les modèles SEL et SEL Premium (Highline au Canada) au début de 2018 et a été présenté au Salon de l'auto de Los Angeles 2017. Sur le marché américain, il était disponible en traction avant ou avec le système de traction intégrale 4Motion de Volkswagen, les sièges de troisième rangée étant de série sur les modèles à traction avant et en option sur les modèles à traction intégrale. Un seul choix de moteur était disponible pour le Tiguan nord-américain, un moteur à essence TSI quatre cylindres de 2,0 litres, couplé à une transmission automatique à convertisseur de couple à 8 vitesses .
Le Tiguan a été restylé pour le marché nord-américain en 2022, avec des changements extérieurs et intérieurs similaires à ceux du modèle européen à empattement court. Des feux LED de série, une calandre différente ainsi que de nouveaux modèles de jantes sont présents. À l'intérieur, on retrouve un nouveau volant ainsi qu'un groupe d'instruments numériques de 8 pouces de série. Le système d'infodivertissement a été mis à jour avec Apple CarPlay sans fil et Android Auto proposés sur tous les modèles sauf le modèle de base. Le groupe motopropulseur du Tiguan reste inchangé et l'option de troisième rangée n'est plus proposée sur les modèles à traction intégrale.
Le Tiguan 2022 est doté de nouvelles fonctionnalités de sécurité de série : surveillance des angles morts, alerte de collision avant et alerte de trafic arrière. D'autres fonctionnalités de sécurité sont disponibles, par exemple les feux de route automatiques, l'assistance au stationnement et la reconnaissance dynamique des panneaux de signalisation. Toutes les versions, à l'exception du Tiguan 2022 de base, sont équipées de la suite de sécurité « IQ.Drive », qui comprend des fonctionnalités telles que l'alerte de collision avant, le freinage d'urgence autonome avec surveillance des piétons, la surveillance des angles morts, l'assistance au maintien de la voie , le régulateur de vitesse adaptatif et l'assistance à la conduite ( assistance à la conduite semi-automatisée ou de niveau 2 ).
Mexique
La deuxième génération de Volkswagen Tiguan a été lancée au Mexique, à peu près au même moment que le lancement nord-américain, avec des débuts de vente en même temps que les modèles américains pour l'année modèle 2018. Comme les modèles américains et canadiens, il n'était disponible qu'en variante longue avec des sièges de troisième rangée en option et initialement disponible en quatre niveaux de finition : Trendline, Trendline Plus, Comfortline et Highline. La R-Line a ensuite été ajoutée à la gamme mexicaine en tant que niveau de finition séparé. Les niveaux de finition inférieurs du Tiguan étaient alimentés par un moteur TSI de 1,4 litre, un moteur TSI de 2,0 litres n'était disponible que pour le modèle Highline. Le Tiguan de fabrication mexicaine a été qualifié de 5 étoiles par Latin NCAP en 2019 pour les passagers nourrissons et adultes, et a reçu deux Latin NCAP Advanced Awards, l'un pour son système de sécurité des piétons et l'autre pour l'AEB (freinage d'urgence autonome).
Le Tiguan construit localement a ensuite été relooké pour le marché mexicain le 9 septembre 2021 pour l'année modèle 2022, abandonnant les niveaux de finition Trendline Plus et Highline.
Chine
La deuxième génération de Tiguan a été lancée en Chine par SAIC-Volkswagen en janvier 2017, disponible en versions court et long et vendue aux côtés de la génération précédente de Tiguan, qui a continué à être vendue en Chine sous le nom de Tiguan Silk Road. Le Tiguan long y est commercialisé sous le nom de Tiguan L. Les deux Tiguan de spécification chinoise sont assemblés localement et proposés en trois niveaux de finition : 280TSI, 330TSI et 380TSI. SAIC Volkswagen ne produit que les Tiguan L et X ; la version courte a été importée d'Allemagne. Une variante coupé basée sur le modèle restylé appelée Tiguan X était disponible à partir d'octobre 2020.
Australie
La deuxième génération de Tiguan a été annoncée pour la première fois pour le marché australien en octobre 2015, environ un mois après ses débuts à l'IAA. Les prix et les spécifications ont été rendus disponibles en juillet 2016, la presse locale communiquant les détails au marché. Les ventes du Tiguan en Australie ont commencé en septembre 2016. Au lancement, il était initialement proposé en trois niveaux de finition : Trendline, Comfortline et Highline. Le pack R-Line était également proposé et n'était disponible que sur les modèles Highline. La finition Sportline a ensuite été ajoutée à la gamme australienne en décembre 2017. Le Tiguan Allspace a été annoncé pour l'Australie en avril 2018, les prix et les spécifications ayant été révélés plus tard en juin 2018. Le Tiguan Allspace a été mis en vente en Australie en juillet 2018 et était disponible en deux niveaux de finition : Comfortline et Highline. Comme le modèle court, le pack R-Line était également proposé pour le modèle long. Le modèle Trendline sur le Tiguan court a été abandonné en août 2018.
Inde
Le Tiguan de deuxième génération a été lancé en Inde le 24 mai 2017, initialement disponible dans la variante courte. Il était disponible en deux niveaux de finition : Comfortline et Highline. Le Tiguan de spécification indienne est assemblé localement dans l'usine Volkswagen India d'Aurangabad. Le lancement du Tiguan sur le marché indien marque le retour de Volkswagen India sur le segment des SUV, puisque le Touareg y a été abandonné en 2013. Le Tiguan Allspace a été présenté à l'Auto Expo 2020 et a été lancé sur le marché indien en mars 2020. Le Tiguan restylé a été lancé en Inde le 7 décembre 2021.
Malaisie
La deuxième génération de Volkswagen Tiguan a été lancée en Malaisie le 5 avril 2017, seule la variante courte y était disponible. Il était proposé avec deux niveaux de finition : Comfortline et Highline. Le Tiguan de spécification malaisienne est assemblé localement dans l'usine HICOM Automotive de Pekan, à traction avant uniquement et propulsé par un moteur TSI de 1,4 litre. En 2020, Volkswagen a lancé la variante longue du Tiguan en Malaisie. La variante longue du Tiguan sera vendue sous le nom de Tiguan Allspace en Malaisie. Il sera vendu aux côtés de la variante courte. La version longue sera importée du Mexique car HICOM Automotive ne produit que la variante courte du Tiguan. Le Tiguan Allspace sera disponible en deux niveaux de finition : Highline et R-Line 4Motion. Le Tiguan Allspace Highline sera propulsé par un moteur TSI de 1,4 litre tandis que le Tiguan Allspace R-Line 4Motion est propulsé par un moteur TSI de 2,0 litres.
Indonésie
La deuxième génération de Tiguan a été lancée pour la première fois en Indonésie au 25e Salon international de l'automobile de Gaikindo Indonesia en août 2017 en tant que variante courte, sous la direction du distributeur et assembleur de Volkswagen pour le marché indonésien, Garuda Mataram Motor. Le Tiguan Allspace a été lancé en juillet 2019, remplaçant la variante courte. Il est désormais assemblé localement dans l'usine GMM de Purwakarta , dans l'ouest de Java , en tant qu'unité de taille moyenne (MKD) pour éviter les taxes d'importation élevées. Il est alimenté par le même moteur TSI de 1,4 litre que la version précédente et n'est disponible que dans un seul niveau de finition.

## Troisième génération (2023-)
Le Tiguan de troisième génération est présenté le 19 septembre 2023.

### Caractéristiques techniques
Le Tiguan III repose sur la plateforme technique modulaire MQB Evo du Groupe Volkswagen.
Motorisations
- 2.0 TSI 204 ch
- 2.0 TSI 265 ch
- 2.0 TDI 150 ch
- 2.0 TDI 193 ch
- 1.5 eHybrid 204 ch
- 1.5 eHybrid 272 ch
- 1.5 eTSI 130 ch
- 1.5 eTSI 150 ch

### Finitions
- Tiguan
- Tiguan Life Plus
- Tiguan Elegance
- Tiguan Elegance Exclusive
- Tiguan R-Line
- Tiguan R-Line Exclusive
- Tiguan R

#### Série spéciales
- VW Edition (2024)[20]

### Volkswagen Tayron
La Tayron est la version 7 places du Tiguan. Elle remplace la Tiguan Allspace.

## Concept car
Au salon de Détroit 2016, Volkswagen présente un concept car hybride rechargeable, la Tiguan GTE Active Concept. Elle possède un moteur 1.4 TSI développant 150 ch et une valeur de couple de 250 N m auquel sont associés deux électromoteurs : le premier entraine l'essieu avant et développe 40 kW (environ 55 ch) et 220 N m, le second entraîne l'essieu arrière et offre 85 kW (environ 115 ch) et 270 N m.